# モンティエルの戦い
モンティエルの戦い（モンティエルのたたかい、スペイン語: Batalla de Montiel）は、 1369年3月14日にスペインの「ラ・マンチャ」地方のモンティエル（現シウダ・レアル県）で起こった、カスティーリャ王ペドロ1世（残酷王）と異母兄のトラスタマラ伯エンリケの間の、カスティーリャ軍同士の戦いである。敗れたペドロは殺害され、エンリケが「カスティーリャ王エンリケ2世」として即位してトラスタマラ朝の開祖となった。第一次カスティーリャ継承戦争の戦いであるが、両者を英仏が支援したため百年戦争（1337年～1453年）の一環としてもとらえられている。

## 背景
カスティーリャ王国では、「残酷王」「正義王」の呼び名で知られるペドロ1世と、異母兄のトラスタマラ伯エンリケの間で内紛が勃発した。1366年にフランス王国の支援を受けたエンリケがペドロの廃位を宣言し、第一次カスティーリャ継承戦争が始まった。1367年、アキテーヌを治めるイングランド王国のエドワード黒太子の支援を受けたペドロは、エンリケが率いるカスティーリャ・フランス連合軍をナヘラの戦いで破ったが、エンリケはフランスに亡命して抵抗を続けた。ペドロは黒太子の支援を受ける際、傭兵の報酬や遠征費の支払いと領土の割譲を約束していたが、ナヘラで勝利した後もこの約束を果たそうとしなかった。黒太子は赤痢に感染していたこともあり、この背信行為を受けて軍をアキテーヌに引き揚げた。
1368年9月、エンリケが再びカスティーリャ入りすると、首都ブルゴスがエンリケを王として認め、コルドバ、パレンシア、バリャドリッド、ハエンの諸都市が続いた。イベリア半島北西部のガリシアとアストゥリアスはペドロの側に残った。エンリケがトレドに進軍すると、アンダルシアに退却中だったペドロは決戦を決意して引き返した。

## 戦闘
ペドロは3月13日、サンティアゴ騎士団が支配するモンティエル砦に宿営した。一方のエンリケは行軍中に数多く放っていた斥候から、いち早くペドロの軍の接近を察知していた。ナヘラの戦いで奮闘しエンリケ軍内で重きをなしていたフランス人騎士ベルトラン・デュ・ゲクランは、「敵がこちらに気がつく前に急襲して不意を突くべきだ」と軍議で主張し、彼の意見が採択された。
翌朝、緩慢な行軍を開始したペドロの軍の先鋒にエンリケ軍が突如として襲いかかった。ペドロの軍に多くのユダヤ人や異教徒が含まれていることを理由に、ゲクランは「捕虜をとるべからず」と指示しており、ペドロ軍の先鋒はほとんどが戦死した。先鋒の壊滅に驚いたペドロはただちに後衛に全速前進を命じ、両軍はモンティエル付近で本格的に激突した。ペドロの軍は数においてエンリケ軍に勝っていたが、部隊が分散していた上に不意を突かれたこともあり、次第に戦況はエンリケ軍の優位に傾き始めた。配下の進言を容れたペドロはわずか11人の側近と共にモンティエル砦に逃げ込んだが、残された兵は戦い続けた。ユダヤ人の兵士は早々に戦意を喪失したが、ポルトガル人やムーア人の兵は激しい抵抗の末に多くが討ち取られた。

## ペドロの死

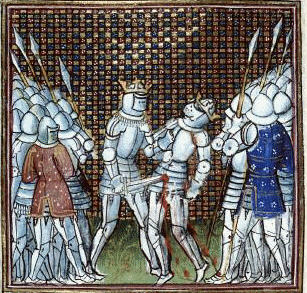
フロワサールの年代記で描かれた、ペドロ1世を殺害するトラスタマラ伯エンリケ

エンリケとゲクランはペドロが逃げ込んだモンティエル砦を包囲した。忠誠を誓うサンティアゴ騎士団と共に籠城の構えを見えるペドロに対し、ゲクランがエンリケの使者として送り込まれた。ペドロは傭兵隊長であり叛服常無いゲクランを買収しようと、金貨20万枚とソリア、アルマサン、アティエンサなどの町々と引き換えに裏切りを持ちかけた。しかしゲクランはこの誘いをエンリケに秘かに知らせ、ペドロ側よりより多くの報酬の約束を引き出すと何食わぬ顔で城内に戻り、ペドロの取引に応じる、と答えた。
3月23日の夜、ゲクランは城外の自らのテントにペドロを招き入れた。そこにはエンリケが待ち構えていた。
14世紀のカスティーリャの歴史家ロペス・デ・アヤラ（1332–1407）の記述によると、異母弟のペドロ王と長い間会っていなかったエンリケはテントに入って来たペドロ王に気づかなかったという。ゲクランの配下が『この者が閣下の敵ですぞ』とささやき、ペドロ王が『余がそなたの敵だ』と言って、ようやく異母弟を認識したエンリケは短剣で王の顔に切りつけ、倒れた後も何度も刺して殺害した。遺体は3日間野晒しにされて辱められた。
ペドロはモンティエルで戦死したという説や、捕らえられて処刑されたという説もある。

## その後
ペドロの死によって第一次カスティーリャ継承戦争は終結し、エンリケがカスティーリャ王エンリケ2世として即位した。エンリケはゲクランをモリーナ公に任じ、フランス王国のシャルル5世と同盟を結んだ。1370年から1376年にかけて、当時ヨーロッパ最強の呼び声高かったカスティーリャ艦隊は、フランス王国によるアキテーヌとイングランドの攻撃作戦を海上から支援し、その間にゲクランはポワトゥーとノルマンディーをイングランドから奪還した。